# Nematovorax gebkelinae
Nematovorax gebkelinae is een eenoogkreeftjessoort uit de familie van de Idyanthidae. De wetenschappelijke naam van de soort is voor het eerst geldig gepubliceerd in 2005 door Bröhldick.